# Парокситонна рима
Пароксито́нна ри́ма (грец. paroxytonos — слово з наголосом на передостанньому складі) — суголосся слів у вірші, в яких наголос падає на передостанній склад.
Термін увів Ігор Качуровський на противагу поняттю «жіноча рима», оскільки воно не відповідає специфіці української мови (так, безпідставно слова чоловічого роду відносили до категорії «жіночих рим»: півень — дивень тощо). В українській силабо-тонічній версифікації парокситонна рима чергується переважно окситонною римою.
Однак трапляються випадки наскрізного парокситонного римування:
В малій кімнаті стіни, наче руки,
тримають полохливу тишу в жмені.
Сіріють тіні просиво-зелені,
самітня свічка блимає зо скуки (Богдан-Ігор Антонич).
Парокситонна рима збігається не лише з парокситонною клаузулою, а й із внутрішнім римуванням: «Довгожданна, нездоланна… / Ось вона — Блакитна Панна!» — Микола Вороний; "Гей, на весла, щоб понесла / Буря човен на простір… — Григорій Чупринка тощо.
Парокситонна рима була притаманною силабічному віршуванню ренесансно-барокової доби в Україні, що засвідчує одна з гербових епіграм Т. Земки «На старожитний клейнод їх милостей панів Балабанів»:
Дому цних Балабанів цниї теж клейноти,
Знаками суть чулої і ділної цноти (і т. д.).
Ця традиція позначилась і на подальшій еволюції української версифікації: вона простежується у творчості Тараса Шевченка, Пантелеймона Куліша та інших.